# As Paredes
As Paredes en galicien (nom officiel), est une localité de la parroquia de Santiago de Barbadelo dans la commune de Sarria (comarque de Sarria, province de Lugo) en Galice, au nord-ouest de l'Espagne.
Cette localité est traversée par le Camino francés du Pèlerinage de Saint-Jacques-de-Compostelle.

## Patrimoine et culture

### Pèlerinage de Compostelle
Sur le Camino francés du Pèlerinage de Saint-Jacques-de-Compostelle, on vient de la localité de Sarria, chef-lieu de la commune du même nom. 
La prochaine halte est la localité de Vilei, dans la même commune.